# Robert Loggia
Salvatore „Robert” Loggia  (Staten Island, New York, 1930. január 3. – Los Angeles, Kalifornia, 2015. december 4.) amerikai színész, filmrendező.
Több mint hatvan évet átívelő színészi pályafutása során olyan, változatos műfajú és emlékezetes filmekben szerepelt, mint A világ legszebb története – A Biblia (1965), a A rózsaszín párduc bosszúja (1978), a Garni-zóna (1982), A sebhelyesarcú (1983), A Prizzik becsülete (1985), az Olivér és társai (1988), A függetlenség napja (1996), a Lost Highway – Útvesztőben (1997) és a Szívedbe zárva (2000). A filmvászon mellett televíziós sorozatokban is játszott, köztük a T.H.E. Cat (1966–1967) és a Mancuso, FBI (1989–1990) című bűnügyi drámasorozatokban, a Már megint Malcolm című szituációs komédiában (2001) és a Maffiózókban (2004). 1985-ös Kicsorbult tőr című filmjéért legjobb férfi mellékszereplő kategóriában Oscar-jelölést kapott. A Segítség, felnőttem! című 1988-as dráma-vígjáték egy Szaturnusz-díjat hozott számára, ugyanebben a kategóriában. A Mancuso, FBI című sorozatért 1990-ben jelölték Primetime Emmy-díjra, mint legjobb férfi főszereplő drámai tévésorozatban.

## Fiatalkora
Salvatore Loggia (<salvaˈtoːre ˈlɔddʒa) néven született New York Staten Island kerületében, olasz-amerikai családban. Édesapja Biagio Loggia cipész, édesanyja, Elena Blandino háztartásbeli volt. Manhattan Little Italy nevű környékén nőtt fel. A New Dorp középiskola elvégzése után a Wagner College hallgatója lett. Tanulmányait később a Missouri Egyetemen folytatta újságírás szakon, majd az Északnyugati Egyetemen a dráma felé fordult, Alvina Krause drámaoktató tanítványaként. Katonai szolgálatának letöltését követően Loggia Stella Adler színészstúdiójában tanult színművészetet.

## Filmográfia

### Film
Posztumusz megjelenés
| Év   | Magyar cím                            | Eredeti cím                         | Szerep                        | Magyar hang      |
| ---- | ------------------------------------- | ----------------------------------- | ----------------------------- | ---------------- |
| 1956 | Valaki odafönt                        | Somebody Up There Likes Me          | Frankie Peppo                 | Kautzky Armand   |
| 1957 |                                       | The Garment Jungle                  | Tulio Renata                  |                  |
| 1958 |                                       | Cop Hater                           | Steve Carella nyomozó         |                  |
| 1958 |                                       | The Lost Missile                    | Dr. David Loring              |                  |
| 1963 |                                       | Cattle King                         | Johnny Quatro                 |                  |
| 1965 | A világ legszebb története – A Biblia | The Greatest Story Ever Told        | József                        | Bácskai János    |
| 1966 |                                       | The Three Sisters                   | Solyony                       |                  |
| 1969 |                                       | Che!                                | Faustino Morales              |                  |
| 1974 | Fordítsd oda a másik orcád is!        | Two Missionaries                    | Marches Gonzaga               | Beregi Péter     |
| 1974 | Fordítsd oda a másik orcád is!        | Two Missionaries                    | Marches Gonzaga               | Bács Ferenc      |
| 1977 |                                       | Speedtrap                           | Spillano                      |                  |
| 1977 |                                       | First Love                          | John March                    |                  |
| 1978 | A Rózsaszín Párduc bosszúja           | Revenge of the Pink Panther         | Al Marchione                  | Szersén Gyula    |
| 1980 | A kilencedik alakzat                  | The Ninth Configuration             | John Bennish hadnagy          |                  |
| 1980 | Piedone Egyiptomban                   | Flatfoot in Egypt                   | Edward Burns                  | Szokolay Ottó    |
| 1981 |                                       | S.O.B.                              | Herb Maskowitz                |                  |
| 1982 | Garni-zóna                            | An Officer and a Gentleman          | Byron Mayo                    | Gruber Hugó      |
| 1982 | Garni-zóna                            | An Officer and a Gentleman          | Byron Mayo                    | Tordy Géza       |
| 1982 | Garni-zóna                            | An Officer and a Gentleman          | Byron Mayo                    | Papp János       |
| 1982 | A Rózsaszín Párduc nyomában           | Trail of the Pink Panther           | Bruno Langois                 | Versényi László  |
| 1982 | A Rózsaszín Párduc nyomában           | Trail of the Pink Panther           | Bruno Langois                 | Szersén Gyula    |
| 1983 | Psycho 2.                             | Psycho II                           | Dr. Bill Raymond              | Rajhona Ádám     |
| 1983 | A Rózsaszín Párduc átka               | Curse of the Pink Panther           | Bruno Langois                 | Kristóf Tibor    |
| 1983 | A Rózsaszín Párduc átka               | Curse of the Pink Panther           | Bruno Langois                 | Szersén Gyula    |
| 1983 | A sebhelyesarcú                       | Scarface                            | Frank Lopez                   | Buss Gyula       |
| 1985 | A Prizzik becsülete                   | Prizzi's Honor                      | Eduardo Prizzi                | Cs. Németh Lajos |
| 1985 | A Prizzik becsülete                   | Prizzi's Honor                      | Eduardo Prizzi                | Makay Sándor     |
| 1985 | Kicsorbult tőr                        | Jagged Edge                         | Sam Ransom                    | Kristóf Tibor    |
| 1986 | Fegyvere van, veszélyes               | Armed and Dangerous                 | Michael Carlino               | Szokolay Ottó    |
| 1986 | Ilyen az élet                         | That's Life!                        | Baragone atya                 | Varga T. József  |
| 1987 | Túl a csúcson                         | Over the Top                        | Jason Cutler                  | Gruber Hugó      |
| 1987 | Túl a csúcson                         | Over the Top                        | Jason Cutler                  | Rajhona Ádám     |
| 1987 | Mr. Elszánt, a balfék                 | Hot Pursuit                         | 'Mac' MacClaren               | Borbiczki Ferenc |
| 1987 | A hívők (Fekete mágia)                | The Believers                       | Sean McTaggert hadnagy        | Tolnai Miklós    |
| 1987 | Gaby – Egy csodálatos élet            | Gaby: A True Story                  | Michel Brimmer                | Harsányi Gábor   |
| 1987 | Amazonok a Holdon                     | Amazon Women on the Moon            | McCormick tábornok            |                  |
| 1988 | Segítség, felnőttem!                  | Big                                 | Mr. Freddie MacMillan         | Rajhona Ádám     |
| 1988 | Olivér és társai                      | Oliver & Company                    | Sykes (hangja)                | Sztankay István  |
| 1988 | Olivér és társai                      | Oliver & Company                    | Sykes (hangja)                | Barbinek Péter   |
| 1989 | A könyörtelen                         | Relentless                          | Bill Malloy                   | Makay Sándor     |
| 1989 | A könyörtelen                         | Relentless                          | Bill Malloy                   | Uri István       |
| 1989 | A pokol bajnoka                       | Triumph of the Spirit               | Arouch atya                   | Kertész Péter    |
| 1989 | A pokol bajnoka                       | Triumph of the Spirit               | Arouch atya                   | Szersén Gyula    |
| 1990 | Szemtelennek áll a világ              | Opportunity Knocks                  | Milt Malkin                   | Tolnai Miklós    |
| 1991 | Fogd a nőt és fuss                    | The Marrying Man                    | Lew Horner                    | Papp János       |
| 1991 | Fogd a nőt és fuss                    | The Marrying Man                    | Lew Horner                    | Tordy Géza       |
| 1991 | Rögbi bunda                           | Necessary Roughness                 | Wally Rig edző                | Szélyes Imre     |
| 1991 | Rögbi bunda                           | Necessary Roughness                 | Wally Rig edző                | Barbinek Péter   |
| 1992 | Gladiátor                             | Gladiator                           | Jack 'Papi Jack'              | Gruber Hugó      |
| 1992 | Harapós nő                            | Innocent Blood                      | Sallie 'A cápa' Macelli       | Kránitz Lajos    |
| 1992 | Kém Rt. – Kémek, hazugságok, alibik   | Spies Inc.                          | Mac                           |                  |
| 1993 | Mentőkabin                            | Lifepod                             | Banks igazgató                | Melis Gábor      |
| 1994 | Rosszlányok                           | Bad Girls                           | Frank Jarrett                 | Csurka László    |
| 1994 | Az utolsó tetoválás                   | The Last Tattoo                     | Conrad Dart parancsnok        |                  |
| 1994 | A zűr bajjal jár                      | I Love Trouble                      | Matt Greenfield               | Láng József      |
| 1995 | Hideg, mint a vér                     | Coldblooded                         | Gordon                        | Kristóf Tibor    |
| 1995 | Fegyveres férfi                       | Man with a Gun                      | Philip Marquand               | Kristóf Tibor    |
| 1996 | A függetlenség napja                  | Independence Day                    | William Grey tábornok         | Gruber Hugó      |
| 1997 | Lost Highway – Útvesztőben            | Lost Highway                        | Dick Laurent / Mr. Eddy       | Papp János       |
| 1997 | A hó hatalma                          | Smilla's Sense of Snow              | Moritz Jasperson              | Bács Ferenc      |
| 1997 |                                       | Furandāsu no Inu / Dog of Flanders  | Jehan nagypapa (angol hangja) |                  |
| 1998 | Nyitott szemmel                       | Wide Awake                          | Beal nagypapa                 | Tolnai Miklós    |
| 1998 | Az alku                               | The Proposition                     | Hannibal Thurman              | Rajhona Ádám     |
| 1998 | Az alku                               | The Proposition                     | Hannibal Thurman              | Szokolay Ottó    |
| 1998 | A szentfazék                          | Holy Man                            | John McBainbridge             | Kránitz Lajos    |
| 1999 | A bamba banda                         | The Suburbans                       | Jules                         |                  |
| 1999 | Légypapír                             | Flypaper                            | Marvin                        | Csurka László    |
| 1999 | Vigyázz, kész, szűz!                  | American Virgin                     | Ronny                         | Makay Sándor     |
| 2000 | Szívedbe zárva                        | Return to Me                        | Angelo Pardipillo             | Makay Sándor     |
| 2001 | Viagratolvajok                        | The Shipment                        | Frank Colucci                 | Szersén Gyula    |
| 2001 |                                       | All Over Again                      | Zack                          |                  |
| 2005 | Az alku                               | The Deal                            | Jared Tolson                  |                  |
| 2006 | Pénz áll a házhoz                     | Funny Money                         | Feldman                       | Fülöp Zsigmond   |
| 2006 |                                       | Rain                                | Jake Marvin                   |                  |
| 2006 | Taták a tutiban                       | Forget About It                     | Carl Campobasso               | Borbiczki Ferenc |
| 2006 |                                       | Wild Seven                          | Mackey Willis                 |                  |
| 2008 |                                       | The Boneyard Collection             | Bob, másodrendező             |                  |
| 2008 |                                       | The Least Of These                  | William Jennings atya         |                  |
| 2009 | Shrink – Dilidoki kiütve              | Shrink                              | Dr. Robert Carter             | Versényi László  |
| 2010 |                                       | Harvest                             | 'Siv'                         |                  |
| 2010 |                                       | Obituary of the Sun                 | Samuel Levine                 |                  |
| 2011 |                                       | Fake                                | Seamus White                  |                  |
| 2011 |                                       | The Grand Theft                     | McAvoy tábornok               |                  |
| 2011 |                                       | The Great Fight                     | Dr. Salvatore Reno            |                  |
| 2011 |                                       | The Life Zone                       | John Lation / Sátán           |                  |
| 2012 |                                       | Apostle Peter and the Last Supper   | Péter apostol                 |                  |
| 2012 |                                       | Tim and Eric's Billion Dollar Movie | Tommy Schlaaang               |                  |
| 2012 |                                       | The Diary of Preston Plummer        | John Percy                    |                  |
| 2012 |                                       | Margarine Wars                      | Grandpa Griswold              |                  |
| 2013 |                                       | Real Gangsters                      | Gaitanno 'Tanno'              |                  |
| 2014 |                                       | Snapshot                            | Paul Grady                    |                  |
| 2014 |                                       | Scavenger Killers                   | Dr. Montgomery                |                  |
| 2014 |                                       | An Evergreen Christmas              | Pops                          |                  |
| 2014 |                                       | The Big Fat Stone                   | Walter atya                   |                  |
| 2015 |                                       | Bleeding Hearts                     | Wilson seriff                 |                  |
| 2015 |                                       | No Deposit                          | Sydney Fischer                |                  |
| 2015 |                                       | Sicilian Vampire                    | Santino Trafficante Sr.       |                  |
| 2016 | A függetlenség napja – Feltámadás     | Independence Day: Resurgence        | William Grey tábornok (cameo) | nem szólal meg   |
| 2016 |                                       | The Red Maple Leaf                  | Patrick Adams Sr. kormányzó   |                  |
| 2017 |                                       | Cries of the Unborn                 | Mr. Eric Lation               |                  |
| 2019 |                                       | The Savant                          | Dr. Salvatore Reno            |                  |